# Катламет (язык)
Катламет (Kathlamet) — мёртвый чинукский язык, на котором раньше говорил народ катламет, проживающий вокруг границы штатов Вашингтон и Орегон в США. Наиболее обширные отчёты о языке были сделаны Францем Боасом, а грамматика была зафиксирована в диссертации Делла Хаймса.
Катламет был распространён на северо-западе штата Орегон вдоль южного берега низменности реки Колумбия. Он был классифицирован как диалект верхнего чинукского и нижнего чинукского языков, между которыми не было взаимопонятности.